# Kush Maini
Kush Maini (Bangalore, 22 september 2000) is een Indiase autocoureur. Zijn oudere broer Arjun is eveneens autocoureur. Sinds 2023 is hij onderdeel van de Alpine Academy, het opleidingsprogramma van het Formule 1-team Alpine.

## Carrière
Maini begon zijn autosportcarrière in het karting in 2011 en bleef hier tot 2015 actief. In zijn eerste jaar werd hij kampioen in de Rotax Minimax-klasse van het Maleisisch kartkampioenschap en in zijn laatste jaar won hij de KFJ-klasse van de Andrea Margutti Trophy. In 2016 stapte hij over naar het formuleracing, waarin hij zijn Formule 4-debuut maakte in het Italiaanse Formule 4-kampioenschap bij het team BVM Racing. Op het Autodromo Vallelunga behaalde hij zijn enige podiumfinish van het seizoen en hij sloot het jaar af op de zestiende plaats in de eindstand met 53 punten.
In 2017 bleef Maini actief in de Italiaanse Formule 4, maar stapte hij hierin over naar het team Jenzer Motorsport. Hij behaalde twee podiumplaatsen op het Autodromo Enzo e Dino Ferrari en het Autodromo Nazionale Monza en werd met 114 punten achtste in het kampioenschap. Daarnaast reed hij ook in een weekend van het ADAC Formule 4-kampioenschap voor Jenzer als gastcoureur op de Red Bull Ring. Hij eindigde in de eerste twee races als negende en twintigste, voordat hij in de laatste race uitviel.
In 2018 debuteerde Maini in de Formule 3 in het BRDC Britse Formule 3-kampioenschap bij het team Lanan Racing. Hij behaalde zijn enige overwinning van het seizoen in het tweede raceweekend op de Rockingham Motor Speedway en stond in zeven andere races op het podium. Met 366 punten werd hij achter Linus Lundqvist en Nicolai Kjærgaard derde in het klassement.
In 2019 stapte Maini over naar de Eurocup Formule Renault 2.0, waarin hij uitkwam voor het team M2 Competition. In de eerste race op Monza behaalde hij direct het podium, maar dit bleek zijn enige top 3-finish van het seizoen. Wel eindigde hij regelmatig in de top 10 en hij werd met 102 punten zesde in het eindklassement.
In 2020 keerde Maini terug naar de Britse Formule 3, waarin hij uitkwam voor het team Hitech Grand Prix. Hij won drie races op Brands Hatch, Donington Park en het Snetterton Motor Racing Circuit. Daarnaast stond hij in negen andere races op het podium. Met 448 punten werd hij achter Kaylen Frederick tweede in het kampioenschap.
In 2021 begon Maini het seizoen in het Aziatische Formule 3-kampioenschap bij het team Mumbai Falcons India Racing Ltd. Hij kende een moeilijke seizoensstart en kwam pas in de zevende race tot scoren. In de tweede helft van het kampioenschap behaalde hij desondanks een podiumfinish op het Yas Marina Circuit. Met 55 punten werd hij elfde in de eindstand. In de rest van het jaar reed hij slechts een race; in de LMP2-klasse van het FIA World Endurance Championship kwam hij uit voor ARC Bratislava tijdens de race op het Bahrain International Circuit. Samen met Miro Konôpka en Oliver Webb werd hij tiende in deze race.
In 2022 debuteerde Maini in het FIA Formule 3-kampioenschap, waarin hij uitkwam voor MP Motorsport. Hij behaalde een podiumplaats op de Hungaroring en kwam in de rest van het seizoen driemaal tot scoren. Met 31 punten werd hij veertiende in de eindstand.
In 2023 stapte Maini over naar de Formule 2 en reed hij voor het team Campos Racing. Hij behaalde een podiumfinish op het Albert Park Street Circuit. Voorafgaand aan het laatste raceweekend van het seizoen trad hij toe tot de Alpine Academy, het opleidingsprogramma van het Formule 1-team Alpine. Met 62 punten eindigde hij als elfde in het kampioenschap.
In 2024 bleef Maini actief in de Formule 2, maar stapte hij over naar het team Invicta Racing. Hij won een race op de Hungaroring na de diskwalificatie van de oorspronkelijke winnaar Richard Verschoor. Daarnaast stond hij op het Jeddah Corniche Circuit, Albert Park, het Circuit de Barcelona-Catalunya en Silverstone op het podium. Met 74 punten werd hij dertiende in het klassement.
In 2025 rijdt Maini een derde seizoen in de Formule 2, ditmaal bij het team DAMS Lucas Oil.